# 昝如思
昝如思（1507年—？），字子學，號龍渚，陝西西安府三原縣人，民籍，明朝政治人物。

## 生平
戊子科（1528年）陝西鄉試第二十二名舉人，嘉靖十四年（1535年）登乙未科三甲進士。初授山西洪洞县知县，调任河南登封县知县，嘉靖二十年（1541年）任山東章丘縣知縣，二十一年五月行取考选四川道試監察御史，十月實授。二十二年升轉，以周鈇、郑晓案贬河南按察司添注知事。著有《吏隐堂集》。

## 家族
曾祖昝興宗；祖父昝恭，曾任典史；父昝復性。母周氏。具庆下。兄如衡、如一、如繩、如心、如霜。